# Matsucoccus josephi
Matsucoccus josephi är en insektsart som beskrevs av Bodenheimer 1955. Matsucoccus josephi ingår i släktet Matsucoccus och familjen pärlsköldlöss. Inga underarter finns listade i Catalogue of Life.